# Попичиц, Дмитрий
Дмитрий Попичиц (Папичиц) (19 ноября 1981, Пинск) — белорусский футболист, полузащитник.

## Биография
Воспитанник пинской СДЮШОР № 3, тренер — Николай Королевич. В 1999 году дебютировал на взрослом уровне в составе местного клуба «Пинск-900» в первой лиге. В 2000 году выступал за второй состав минского «Динамо», затем вернулся в Пинск, где в течение шести лет выступал за «Пинск-900»/«Волну» во второй лиге.
В 2007 году перешёл в таллинский клуб «Аякс Ласнамяэ». Дебютный матч в чемпионате Эстонии сыграл 14 июля 2007 года против таллинского «Калева» (1:1) и в нём же впервые отличился голом. Всего в первом сезоне сыграл 13 матчей и забил 2 гола в высшем дивизионе Эстонии. В 2008 году играл в первой лиге Эстонии, затем два сезона пропустил. В 2011 году снова выступал за «Аякс» в высшем дивизионе (29 матчей), затем вместе с клубом играл в первом и втором дивизионах чемпионата Эстонии.
Помимо большого футбола, выступал за эстонские команды по мини-футболу.

## Личная жизнь
Женат на жительнице Эстонии. В Эстонии является футболистом-любителем, по основной профессии работал грузчиком.